# Burhan Sönmez
Burhan Sönmez (n. 1965) este un romancier turc, a cărui operă literară a fost tradusă în mai multe limbi străine.

## Biografie
S-a născut în Turcia și a vorbit din copilărie limbile turcă și kurdă, apoi s-a mutat la Istanbul. A studiat Dreptul la Universitatea din Istanbul, profesând o vreme ca avocat și activist pentru drepturile omului. A fost membru al Societății pentru Drepturile Omului (IHD) și a fondat ONG-ul Fundația pentru Cercetare Socială, Cultură și Artă (TAKSAV). A participat la mai multe proteste civice și a fost grav rănit în 1996 în timpul unei altercații cu poliția turcă, refugiindu-se la Londra în cadrul programului „Eliberarea de tortură”. A publicat articole pe teme de literatură, cultură și politică în mai multe ziare și reviste (BirGün, L'Unita, Birikim și Notos), precum și proză scurtă.
Trăiește în prezent la Cambridge și Istanbul și predă literatură la Universitatea METU din Ankara. Este membru al cluburilor PEN turcești și englezești.
Primul său roman Kuzey (Miazănoapte) a apărut în 2009, fiind urmat în 2011 de Masumlar (Păcate și inocenți) și în 2015 de Istanbul Istanbul. Romanele sale au fost publicate în mai mult de 20 de țări de edituri renumite precum Gallimard (Franța), OR Books (SUA), btb Random House (Germania), Turbine (Danemarca), Nottetempo (Italia), Polirom (România), Klimaty (Polonia), Dituria (Albania), Antares (Armenia), Thaqafa (Arabia), Lis (spațiul kurd), Opus (Croația), Hohe (Etiopia), Joshua Könyvek (Ungaria), Jumhoori (Pakistan), Nepko (Mongolia), Del Vecchio (Italia), Evro Giunti (Serbia), Qanun (Azerbaidjan), A.Libris (Macedonia). Romanul Păcate și inocenți a obținut Premiul Sedat Simavi, una dintre cele mai prestigioase distincții literare din Turcia. 

## Scrieri
- Kuzey (Miazănoapte) (2009)
- Masumlar (Păcate și inocenți) (2011)
- Istanbul Istanbul (2015)

## Prezența în România și traduceri în limba română
În octombrie 2023, Burhan Sönmez este prezent la Iași, în cadrul Festivalului Internațional de Literatură și Traducere (FILIT).
- Istanbul Istanbul, traducere de Leila Ünal[7], Editura Polirom, Iași, 2016